# Честер Гаймс
Честер Гаймс (англ. Chester Bomar Himes; 29 липня 1909, Джефферсон-Сіті, Міссурі, США — 12 листопада 1984, Морайра, Іспанія) — американський письменник, автор детективних творів, лауреат французької нагороди «Гран-прі поліцейської літератури» у 1958 році.

## Біографія

### Ранні роки
Народився у сім'ї професора коледжу технічних професій для темношкірих, афроамериканця Джозефа Сенді Гаймса і білошкірої вчительки Шотландської семінарії Естер Бомар. Домінування в сім'ї його білошкірої матері над темношкірим батьком стало Для Честера джерелом глибокого обурення, яке сформувало його подальші погляди на міжрасові стосунки. Часті переїзди сім'ї з місця на місце, втрата зору його молодшим братом у результаті нещасного випадку, ще більш спотворили його дитинство. Брак батьків був невдалим і, зрештою, вони розлучилися. Після падіння з стріли крана на роботі, Гаймс став навчатися в державному університеті Огайо за квотою для інвалідів. В університеті Огайо Гаймс стикнувся з расизмом, проти чого став виступати, його зрештою виключили з цього навчального закладу за «хуліганський жарт» і він почав спускатися вниз по соціальних сходах до кримінальних кіл суспільства.

### Ув'язнення
Наприкінці 1928 року його було заарештовано, а у 1929 році було на 25 років засуджено за збройне пограбування. Він до 1936 року відбував покарання у в'язниці штату Огайо, де став писати короткі оповідання, навіяні творами Дешилла Гемметта, а також проблемами відносин між білими та афроамериканськими громадянами. Його перші оповідання з'явилися в 1931 році в часопису «The Bronzeman», також потім у «Pittsburgh Courier», «Atlanta Daily World», «Abbott's Monthly Magazine», а, починаючи з 1934 року, в престижному «Esquire». Його оповідання «До чого червоне пекло» (опубліковано в 1934 році), розповідало про катастрофу 1930 року, коли у в'язниці штату Огайо під час пожежі загинуло 300 чорношкірих бранців, що дуже подіяло на Гаймса.

### Еміграція до Франції
Його помилувано після відбуття 8 років тюремного терміну і після звільнення з в'язниці він працював на різних численних роботах і зрештою став письменником у проекті письменників Огайо (англ. Ohio Writers' Project). Його перший роман «Якщо він волає, відпусти його» (1945) описує гнів, страх і приниження чорношкірого робочого, який працює під час Другої світової війни на оборонному заводі, де панують расистські відносини. У ньому також є про пожежу у в'язниці. Торкався він цієї теми і в романі «Кинути перший камінь» (1952). Американські ліві рухи розкритикували романи Гаймса як такі, що шкодять комуністичним ідеям, хоча у Франції роман «Хрестовий похід одинака», виданий 1952 року, був визнаний одним з п'яти кращих. Все це призвело до того, що Гаймс переїхав у тому ж році до Франції.
Саме там він отримав у 1957 році аванс на суму, еквівалентну 1000 доларів США для написання детективного роману. Надалі він писав детективні твори, його серійними персонажами стали чорношкірі детективи з Гарлему Трунар Ед і Могильник Джонс. Перша книга по них «П'ятикутова площа» отримала «Гран-при в області детективної літератури» в категорії «Іншоземний роман» 1958 року.
Наприкінці 1950-х рр. У Парижі Честер зустрів другу дружину Леслі Пакард, коли вона прийшла до нього на інтерв'ю як журналістка «Herald Tribune», де вона вела власну модну колону «Моніка». Вона покохала Гаймса не звертаючи уваги на його колір шкіри. Гаймс сказав про неї: «Вона єдина по справжньому сліпа на колір людина, яку я коли-небудь зустрічав у своєму житті». Після того як Гаймс зазнав інсульту, в 1959 році Леслі покинула свою роботу і стала вірним доглядачем. Вона дбала про Гаймса протягом усього життя, і працювала з ним як його неформальний редактор, коректор, довірена особа. Вони спочатку жили в Парижі, потім переїхали на південь Франції, зрештою до Іспанії. Одружилися в 1978 році.

### Останні роки
Здоров'я його невпинно погіршувалося, наростав паркінсонізм, через що у 1980 році Гаймс змушений був припинити активне письменництво. Помер 12 листопада 1984 року в Морайрі, поховано в Бенісі на місцевому цвинтарі.
Його називали «чорношкірим Реймондом Чандлером». Американський письменник Ішмаель Рід написав про нього: «Гаймс показав мені різницю між чорношкірим детективом і Шерлоком Холмсом»

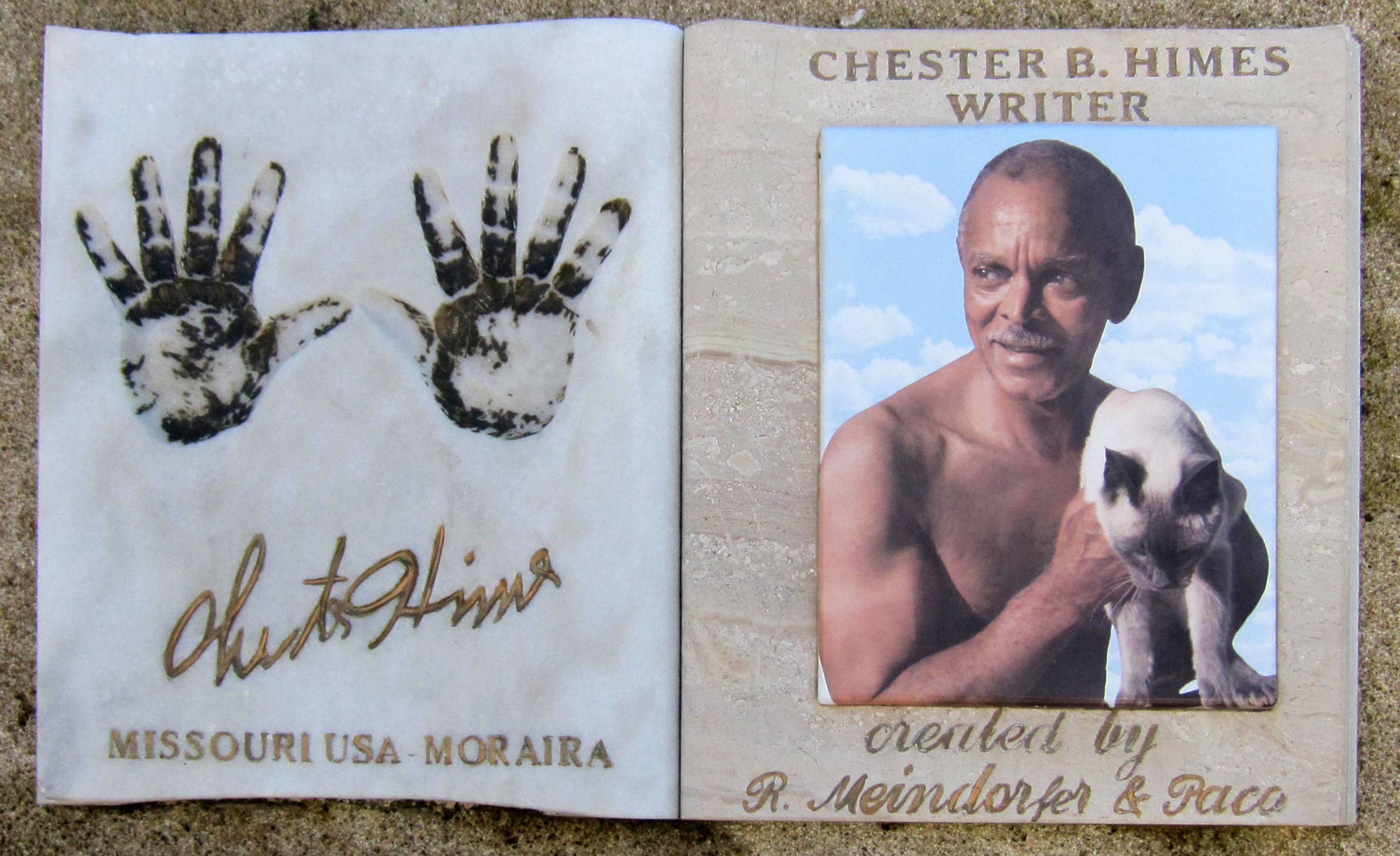
Портрет Гаймса на могильному пам'ятнику в Морайрі

## Основні твори
- If He Hollers Let Him Go, 1945 (Якщо він волає, відпусти його)
- Lonely Crusade, 1947 (Хрестовий похід одинака)
- Cast the First Stone, 1952 (Кинути перший камінь)
- The Third Generation, 1954 (Третє покоління)
- The End of a Primitive, 1955 (Кінець простака)
- For Love of Imabelle; alternate titles The Five-Cornered Square, A Rage in Harlem, 1957 (З любов'ю до Імабель / П'ятикутова площа / Лють в Гарлемі) (Трунар Ед і Могильник Джонс)
- The Real Cool Killers, 1959 (Справжні круті кіллери) (Трунар Ед і Могильник Джонс)
- The Crazy Kill, 1959 (Дике вбивство) (Трунар Ед і Могильник Джонс)
- The Big Gold Dream, 1960 (Велика золота мрія) (Трунар Ед і Могильник Джонс)
- All Shot Up, 1960 (Усі убиті) (Трунар Ед і Могильник Джонс)
- Run Man Run, 1960; alternate titles Dare-Dare, 1959 (Біжи, негр, біжи)
- Pinktoes, 1961 (Рожеві туфельки)
- The Heat's On, 1966 (Спека) (Трунар Ед і Могильник Джонс)
- Cotton Comes to Harlem, 1965 (Бавовна прибуває до Гарлему) (Трунар Ед і Могильник Джонс)
- Blind Man with a Pistol, 1969; alternate titles Hot Day, Hot Night 1969 (Сліпий с пістолетом) (Трунар Ед і Могильник Джонс)
- Black on Black, 1973 (Чорне на чорному)
- A Case of Rape, 1980 (Справа про зґвалтування)
- The Collected Stories of Chester Himes, 1990 (Честер Гаймс, Вибране)
- Plan B, 1993 (План Б)
- Yesterday Will Make You Cry, 1998 (Вчора змусить тебе плакати)
- The Quality of Hurt: The Autobiography of Chester Himes, The Early Years. 1972 (Ступінь страждання: Автобіографія Честера Гаймса)
- My Life As Absurdity: The Autobiography of Chester Himes, Volume Two 1976 (Моє абсурдистське життя: Автобіографія Честера Гаймса)

## Екранізації
Чотири романи Гаймса були екранізовані у форматі повнометражних художніх фільмів:  
- ««Якщо він волає, відпусти його»!» (1968), режисер Чарльз Мартін;
- «Бавовна прибуває до Гарлему» (1970), режисер Оссі Девіс;
- «Повертайся Чарльстон Блю» (1972), знятий за романом «Спека», режисер Марк Воррен;
- «Лють у Гарлемі» (1991) (у ролях Форест Вітакер, Денні Ґловер, Ґреґорі Гайнс), режисер Білл Дюк.

Оповідання Гаймса «Вбивця з проспекту Святого Миколая» та «Тан» також були екранізовані у форматі короткометражних художніх фільмів.